# Zofia Charlotta Wittelsbach
Sophie Charlotte Auguste (ur. 22 lutego 1847 w Monachium, zm. 4 maja 1897 w Paryżu) – bawarska księżniczka z młodszej linii zwanej „Herzog in Bayern”, księżna Orléans-Alençon.

## Rodzina
Urodziła się jako córka księcia Maksymiliana Bawarskiego, wywodzącego się z młodszej linii książęcej Wittelsbachów. Jej matka - Ludwika, księżniczka wywodząca się ze starszej linii dynastii, była córką Maksymiliana I Józefa (pierwszego króla Bawarii) oraz przyrodnią siostrą Ludwika I. Siostry Zofii, podobnie jak ona sama, zawarły doskonałe pod względem dynastycznym, choć nieszczęśliwe małżeństwa:
- Helena Karolina (1834–1890), poślubiła księcia Maksymiliana Thurn und Taxis,
- Maria Zofia (1841-1925), poślubiła Franciszka II, króla Obojga Sycylii, obalonego przez Garibaldiego,
- Matylda Ludwika (1843-1925), poślubiła Ludwika, hrabiego Trani,
- Elżbieta Amalia (1837–1898), znana jako Sisi, poślubiła cesarza Franciszka Józefa I, była cesarzową Austrii i królową Węgier.

## Małżeństwo

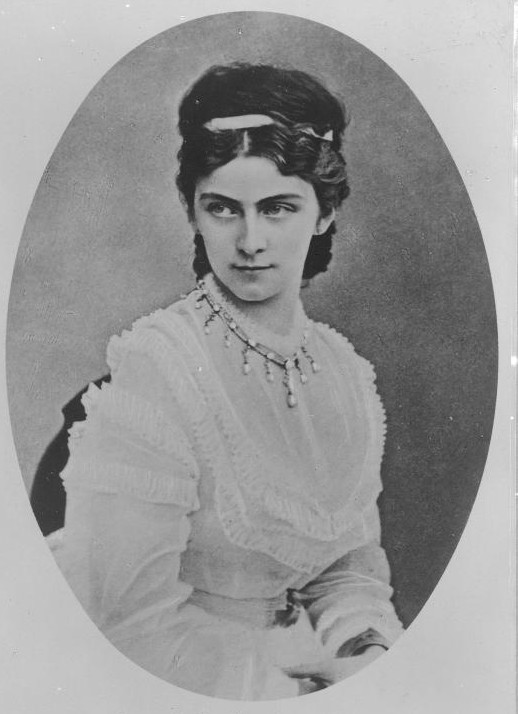
Księżna Zofia

Pierwotnie miała zostać żoną swojego kuzyna Ludwika Bawarskiego. Ich zaręczyny ogłoszono 22 stycznia 1867. Jednak w październiku, po wielokrotnych zmianach daty ślubu wyszła na jaw jej znajomość z fotografem Edgarem Hanfstaenglem i zaręczyny zostały zerwane. Ludwik nie mógł się zdobyć na decyzję zawarcia związku małżeńskiego, gdyż prawdopodobnie był homoseksualistą. 
Rodzice nie zgodzili się na jej ślub z mieszczaninem, więc 19 czerwca 1868 w Possenhofen wyszła za Ferdynanda Orleańskiego, księcia Alençon (syna Ludwika Karola Orleańskiego, księcia Nemours, i Wiktorii Sachsen-Coburg-Kohary). Ferdynand był wnukiem króla Francuzów - Ludwika Filipa I. Małżeństwo od początku nie było szczęśliwe, a między parą książęcą ciągle narastały nowe konflikty. Mieli jednak dwoje dzieci:
- Ludwikę Wiktorię Orleańską-Alençon (1869–1952), żonę Alfonsa Bawarskiego
- Filipa Emanuela Orleańskiego-Alençon (1872–1931), księcia Vendôme, męża księżniczki Henrietty Koburg.

Księżna Zofia nawiązała romans z żonatym lekarzem, co spotkało się z powszechnym oburzeniem, także ze strony rodziny. Bawarska księżniczka została za to zamknięta w szpitalu psychiatrycznym, co było ówcześnie praktyką często stosowaną w stosunku do niewiernych żon. Zginęła w pożarze Bazar de la Charité w Paryżu. Jej sarkofag znajduje się w kaplicy królewskiej Orleanów w Dreux.